# Иоанн VII (папа римский)
Иоанн VII (лат. Johannes PP. VII; 650 — 18 октября 707) — папа римский с 1 марта 705 по 18 октября 707 года.

## Биография
Иоанн VII родился в 650 году в Россано, Калабрии; по происхождению — грек. Его отец, Платон (ок. 620—686), был имперским cura palatii urbis Romae — куратором Палатинского холма. Это делает Иоанна первым сыном византийского чиновника, ставшим папой. Его мать звали Блатта (ок. 627—687). Его дедом по отцовской линии был Феодор Хилас (ок. 600—655), сенатор в 655 году.
Император Юстиниан II послал ему акты Трулльского собора, с просьбой высказаться относительно каждого соборного постановления в отдельности. Робкий папа отказался от приговора, но решения собора не подписал. Liber Pontificalis пишет:
Он [император Юстиниан II] отправил двух столичных епископов, а с ними мандат, в котором он просил и призывал понтифика [Иоанна VII] собрать совет апостольской церкви, чтобы подтвердить те положения, которые он считал верными и отвергнуть те, которые он считал неблагоприятными. Но он, в своей человеческой слабости, отправил их обратно с теми же послами без каких-либо исправлений вообще
.
Вместе с тем ему удавалось поддерживать добрые отношения с лангобардами.
Кроме того, Иоанн известен в связи с отделкой церкви Санта-Мария-Антиква у подножия Палатинского холма. Иоанн VII также построил часовню, посвященную Богородице. Важная икона, известная как Мадонна Милосердия из Санта-Мария-ин-Трастевере, как полагают, была введена в обиход под патронатом Иоанна. Он также восстановил монастырь Сабиако, разрушенный лангобардами в 601 году.
Иоанн VII скончался 18 октября 707 года в Риме и был похоронен в часовне Пресвятой Богородицы, который он пристроил к собору Святого Петра.